# Велёпольский, Александр
Александр Игнаций Велёпольский, маркиз Гонзаго-Мышковский (пол. Aleksander Ignacy Wielopolski, 13 марта 1803, Сендзеёвице — 30 декабря 1877 года, Дрезден) — польский государственный деятель, XIII ординат Пиньчувский.

## Биография
Представитель польского графского рода Велёпольских герба «Старыконь». Родился в семье Иосифа (Юзефа) Станислава Велёпольского (1777—1815) и Элеоноры Дембинской (1781—1824).
Изучал право и философию в Варшаве, Париже и Геттингене. В 1830 году был избран в польский сейм от консерваторов. Во время польского восстания 1830 года был послан правительством повстанцев в Лондон с целью добиться помощи или посредничества, но не достиг каких-то значительных результатов. Опубликовал в 1831 году брошюру о своей миссии Mémoire présenté à Lord Palmerstone. Занимался хозяйством в своих поместьях и литературной деятельностью. В 1846 году после восстания крестьян в австрийской Галиции, во время которого были перерезаны сотни польских помещиков и которое считалось результатом махинаций австрийского правительства, написал памфлет Lettre d’un gentilhomme polonais sur les massacres de Gallicie adressée au Prince de Metternich (Галицийская масакра - письмо польского дворянина князю Меттерниху), изданный в Брюсселе в 1846 году.
В 1861 году Велёпольский был назначен председателем комиссии духовных дел и народного просвещения. В ноябре 1861 года посетил Петербург и смог добиться поддержки двора, в результате чего был назначен помощником наместника Константина Николаевича по гражданской части и вице-председателем государственного совета.
26 июля и 3 августа 1862 года на Александра Велёпольского было совершено два покушения. Таким образом польская радикальная организация «красных» стремилась сорвать готовившиеся им либеральные реформы, в ходе которых Велёпольский собирался пойти на уступки, и даже на возможный союз с организацией «белых», чтобы избежать вооруженного мятежа.
Провёл ряд либеральных реформ — замену барщины чиншем (оброком), равноправие евреев, преобразования в школе. Основал Варшавскую главную школу. С другой стороны, для того, чтобы изолировать молодёжь и ликвидировать кадры повстанческой организации, он выступил инициатором рекрутского набора в начале января 1863 года. С целью изолировать опасные элементы, в списки было включено 12 тысяч человек, участвовавших в манифестациях и подозреваемых к принадлежности к заговорщикам.
Это послужило толчком к началу Польского восстания 1863 года. 4 (16) июля 1863 года оставил Варшаву, уйдя в безвременный отпуск, и уехал за границу. В конце августа уволен от всех занимаемых им должностей. Жил в Дрездене.

## Семья и дети
Был дважды женат. В 1827 году женился на графине Терезе Потоцкой (ум. 1831), дочери Михаила Потоцкого (1790—1855), сенатора-воеводы Царства Польского, и Людвики Островской (1787—1855). Брак был бездетным.
В 1832 году вторично женился на графине Паулине Потоцкой (1813—1895), дочери Михаила Потоцкого и младшей сестре Терезы. Дети от второго брака:
- сын — Зигмунт Анджей Велёпольский (30 января 1833 — 27 февраля 1902), президент Варшавы
- сын — Юзеф (7 августа 1834 — 24 апреля 1902)